# 董彦
董 彦（とう げん、董彦、シュン・イェン、1977年8月8日 - ）は、中華人民共和国の囲碁棋士。陝西省西安市出身、中国囲棋協会所属、七段。NEC杯新秀戦優勝2回など。中国囲棋甲級リーグ戦13連勝の記録を持つ。渾名は野草。

## 経歴
6歳で囲碁を学ぶ。李偉、李明健や、南京のアマチュア強豪姚健科、張乃勝などの指導を受け、1988年に河北省体育局体工大隊に入る。1989年棋童杯優勝。1990年初段、国家少年隊入りする。1991年全国少年戦準優勝。1997年に全国囲棋個人戦3位。1998年六段。1999、2001年にNEC杯新秀戦で優勝し、日中スーパー囲碁の俊英戦に出場し、それぞれ山下敬吾に0-2、溝上知親に1-2。2000年、天元戦挑戦者となるが、常昊に1-3で敗れる。同年七段。2002年天元戦トーナメントベスト4。2003年名人戦トーナメントベスト4。
中国囲棋甲級リーグでは1999年から河北チームで出場し、2001年から02年にかけて13連勝の最高記録を作る。河北チームは2003年に乙級に降級。2009年は成都チームで監督兼選手として出場。中国棋士ランキングでは2002年13位。2007年に崑山市で董彦囲棋道場を設立。

### タイトル歴
- NEC杯新秀戦 1999、2001年

### その他の棋歴
国際棋戦
- 日中スーパー囲碁俊英戦
  - 1999年 0-2 山下敬吾
  - 2001年 1-2 溝上知親
- CSK杯囲碁アジア対抗戦
  - 2003年 1-2（×劉昌赫、○黄祥任、×依田紀基）

国内棋戦
- 天元戦 挑戦者 2000年
- 全国囲棋個人戦 3位 1997年、4位 1998年
- 棋聖戦 1999年 六段戦優勝・全段争覇戦優勝
- 中国囲棋甲級リーグ戦
  - 1999年（河北恒信）
  - 2000年（河北恒信）
  - 2001年（河北恒信）
  - 2002年（河北金玉）16-5
  - 2003年（河北恒信、降級）7-13
  - 2005年（香港新世界、降級）
  - 2007年（西財行知学院、降級）8-8
  - 2009年丙級（成都悠然淡藍）監督